# Plejtvák myšok
Plejtvák myšok (Balaenoptera physalus) je druh mohutného kytovce z čeledi plejtvákovitých (Balaenopteridae), po plejtváku obrovském druhý největší živočich na světě. Největší jsou samice z jižní polokoule, které měří kolem 26 m a většinou váží kolem 60–80 tun, jejich váha však může sahat až ke 120 tunám. Samci bývají menší, a menší velikosti dosahují i myšoci ze severní polokoule. Plejtvák myšok se vyskytuje ve všech oceánech od oblastí s trvalejší ledovou pokrývkou po subtropická moře. V Evropě je vedle Atlantiku přítomen i ve střední a západní části Středozemního moře. Tropická moře kolem rovníku neobývá. 
Živí se hlavně krilem, avšak nepohrdne ani menšími hejnovými rybami nebo desetiramenatci v závislosti na jejich dostupnosti. Zatímco některé populace myšoků jsou rezidentní (tzn. trvale se zdržují ve stejné oblasti), jiné populace podnikají místní sezónní přesuny, nebo dokonce dalekosáhlé migrační cesty. Jediným predátorem myšoka je kosatka dravá. Vokální projevy myšoků, zahrnující hluboké chroptění a sténání, jsou extrémně hlasité (přes 180 dB) a mohou mít velmi nízkou frekvenci (kolem 20 Hz a méně).  
Celková populace plejtváka myšoka se odhaduje na 100 000 jedinců, což je sice poměrně početný stav, avšak stále mnohem nižší než v době před velrybářskými výpravami, pročež je druh hodnocen jako zranitelný. Historický lov myšoka vedl v řadě lokalit ke kolapsu místních populací. V moderních dobách lov pokračuje jen velmi omezeně v Japonsku, západním Grónsku a na Islandu. Vedle lovu ohrožuje myšoka i zvukové znečištění moří, srážky s loděmi nebo zamotání do rybářských sítí. 

## Systematika

### Pojmenování a vědecký popis
Druh popsal již německý fyzik Friderich Martens v roce 1675 a poté americký badatel Paul Dudley roku 1725. Na základě těchto podkladů založil svůj popis švédský přírodovědec Carl Linné, který v 10. vydání Systema naturae z roku 1758 druh pojmenoval jako Balaena physalus. Jelikož je tato publikace vnímána jako počátek zoologického názvosloví, za popisnou autoritu druhu se považuje právě Linné.

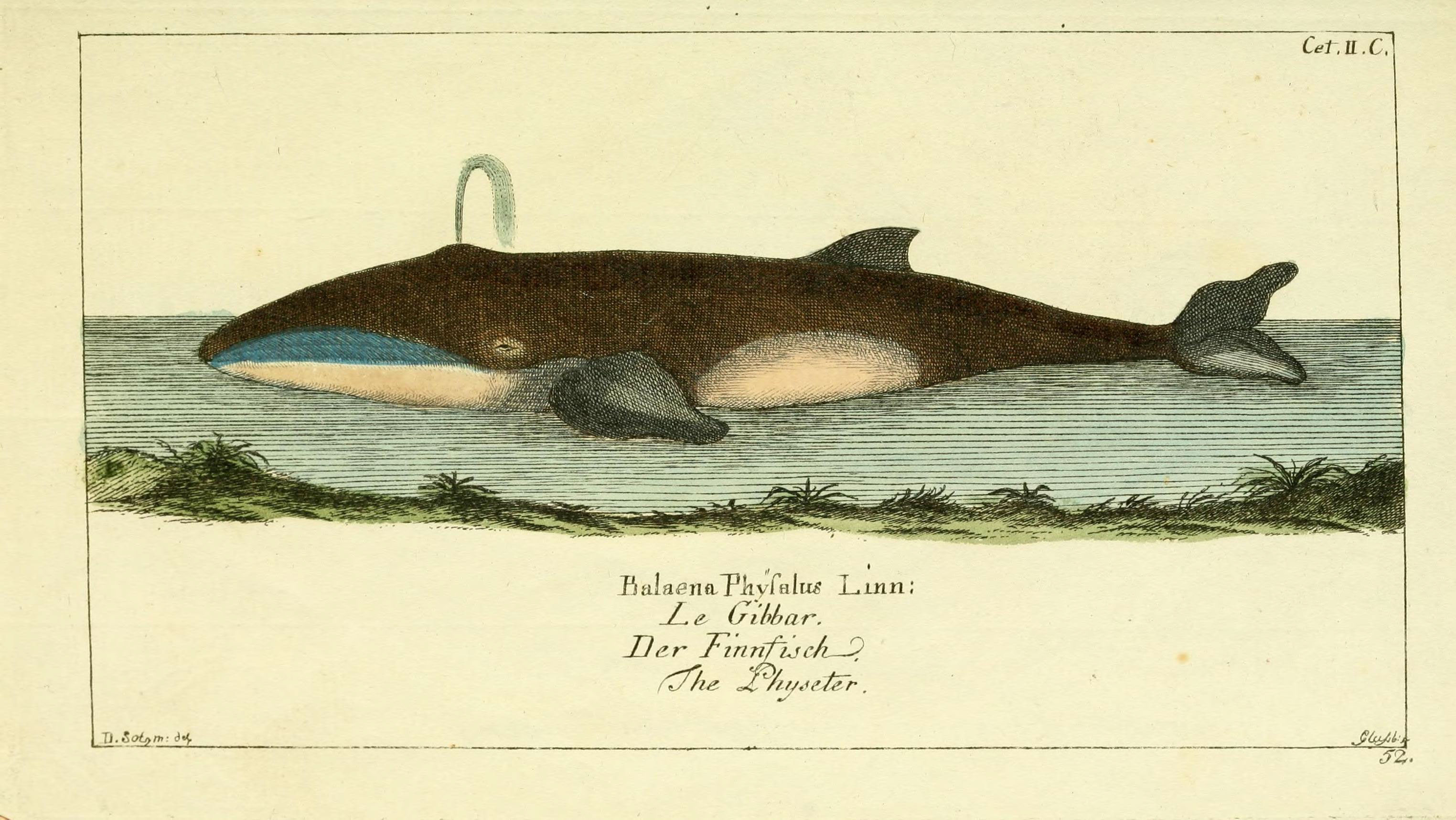
Ilustrace plejtváka myšoka z roku 1780

V roce 1804 francouzský přírodovědec Bernard Germain de Lacépède druh reklasifikoval jako Balaenoptera rorqual na základě jedince vyplaveného na Île Sainte-Marguerite (Lérinské ostrovy, Francie). Louis Companyo roku 1830 popsal exemplář kytovce vyplaveného v roce 1828 poblíž Saint-Cyprien v jižní Francii jako Balaena musculus. Většina pozdějších autorů druhové jméno musculus přijala, až Frederick W. True roku 1898 prokázal, že označuje plejtváka obrovského. V roce 1846 britský taxonom John Edward Gray popsal 16,7 m dlouhý exemplář z Falklandů jako Balaenoptera australis. V roce 1865 německý přírodovědec Hermann Burmeister popsal zhruba 15 metrového jedince nalezeného asi o 30 let dříve poblíž Buenos Aires jako Balaenoptera patachonicus. V roce 1903 rumunský vědec Emil Racoviță konečně ukázal, že všechny tyto názvy označují ten samý druh, a sice plejtváka myšoka, který od té doby nese vědecký název Balaenoptera physalus. Ke starším českým názvům patří velryba myšok, kyt menší nebo tunolik.
Rodový název Balaenoptera pochází z latinského baleana („velryba“) a řeckého pteron („křídlo“), což odkazuje k poměrně velké hřbetní ploutvi. Druhový název physalus pochází patrně z řeckého physalos, čili něco jako „měchy“, a snad odkazuje k hrdelním rýhám myšoka, které mu umožňují hrdlo, resp. tlamu, výrazně rozevřít a „nafouknout“, podobně jako žáby nafukují své hrdelní vaky.

### Vnější systematika
Plejtvák myšok se řadí do čeledi plejtvákovití spolu s řadou dalších druhů mohutných kosticovců. Druhy v této čeledi jsou geneticky velmi příbuzné a sdílí mj. stejný počet chromozomů 2n = 44. Rozklíčování fylogenetických vztahů mezi plejtvákovitými stále probíhá a i když se většina plejtváků až na keporkaka (Megaptera novaeangliae) tradičně řadí do rodu Balaenoptera, tento rod byl opakovaně identifikován jako polyfyletický. V některých návrzích nového uskupení plejtvákovitých je v rodu Balaenoptera ponechán pouze plejtvák myšok.
Za nejbližšího příbuzného plejtváka myšoka se považuje keporkak, a oba druhy pak typicky utvářejí sesterskou skupinu ke všem ostatním plejtvákovitým. Fylogenetický strom šesti vybraných druhů plejtvákovitých na základě genetické studie z roku 2021 vypadá následovně:
|  | B. musculus (plejtvák obrovský) |
|  |                                 |
|  | B. borealis (plejtvák sejval)   |
|  |                                 |

|  | Eschrichtius robustus (plejtvákovec šedý)                                                          |
|  | |
|  | \| \| B. physalus (plejtvák myšok) \| \| \| \| \| \| Megaptera novaeangliae (keporkak) \| \| \| \| |
|  | |
|  | B. physalus (plejtvák myšok)                                                                       |
|  | |
|  | Megaptera novaeangliae (keporkak)                                                                  |
|  | |

|  | B. physalus (plejtvák myšok)      |
|  |                                   |
|  | Megaptera novaeangliae (keporkak) |
|  |                                   |

|  | B. musculus (plejtvák obrovský) |
|  |                                 |
|  | B. borealis (plejtvák sejval)   |
|  |                                 |

|  | Eschrichtius robustus (plejtvákovec šedý)                                                          |
|  | |
|  | \| \| B. physalus (plejtvák myšok) \| \| \| \| \| \| Megaptera novaeangliae (keporkak) \| \| \| \| |
|  | |
|  | B. physalus (plejtvák myšok)                                                                       |
|  | |
|  | Megaptera novaeangliae (keporkak)                                                                  |
|  | |

|  | B. physalus (plejtvák myšok)      |
|  |                                   |
|  | Megaptera novaeangliae (keporkak) |
|  |                                   |

|  | B. musculus (plejtvák obrovský) |
|  |                                 |
|  | B. borealis (plejtvák sejval)   |
|  |                                 |

|  | Eschrichtius robustus (plejtvákovec šedý)                                                          |
|  | |
|  | \| \| B. physalus (plejtvák myšok) \| \| \| \| \| \| Megaptera novaeangliae (keporkak) \| \| \| \| |
|  | |
|  | B. physalus (plejtvák myšok)                                                                       |
|  | |
|  | Megaptera novaeangliae (keporkak)                                                                  |
|  | |

|  | B. physalus (plejtvák myšok)      |
|  |                                   |
|  | Megaptera novaeangliae (keporkak) |
|  |                                   |

|  | B. musculus (plejtvák obrovský) |
|  |                                 |
|  | B. borealis (plejtvák sejval)   |
|  |                                 |

|  | Eschrichtius robustus (plejtvákovec šedý)                                                          |
|  | |
|  | \| \| B. physalus (plejtvák myšok) \| \| \| \| \| \| Megaptera novaeangliae (keporkak) \| \| \| \| |
|  | |
|  | B. physalus (plejtvák myšok)                                                                       |
|  | |
|  | Megaptera novaeangliae (keporkak)                                                                  |
|  | |

|  | B. physalus (plejtvák myšok)      |
|  |                                   |
|  | Megaptera novaeangliae (keporkak) |
|  |                                   |

Výše uvedený strom je však potřeba brát s rezervou, jelikož fylogenetické vztahy plejtváků dosud nebyly uspokojivě osvětleny.

### Vnitřní systematika

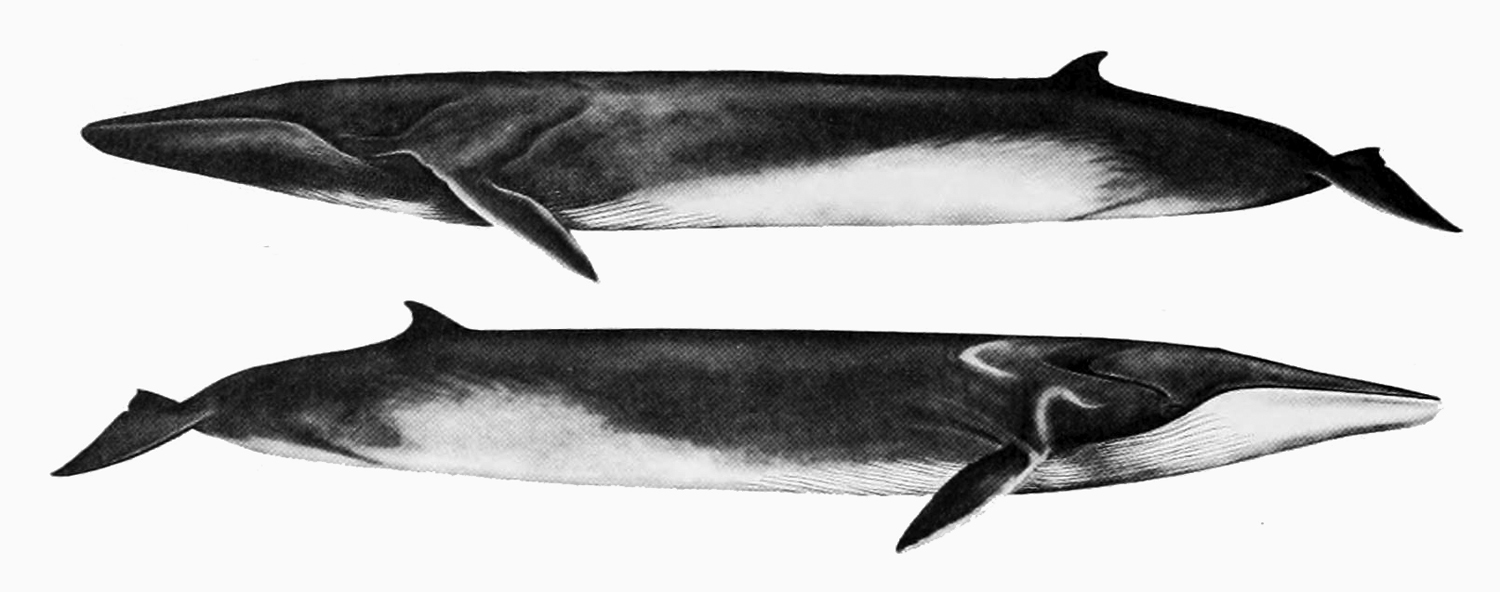
Boční pohled na myšoka (ilustrace z roku 1987)

Již v roce 1906 bylo navrženo, že v rámci plejtváka myšoka lze rozlišit dva poddruhy, a sice poddruh ze severní polokoule (B. p. physalus) a větší poddruh z polokoule jižní (B. p. quoyi). Toto rozdělení na základě odlišných velikostí myšoků z různých polokoulí bylo potvrzeno pozdějšími studiemi z let 1946 a 1986 a ve druhé polovině 20. století se běžně používalo. V roce 2004 však britský mořský mammalog Robert Clarke navrhl rozeznání třetího poddruhu B. p. patachonica, který měl být menší než ostatní dva poddruhy, měl mít tmavší kůži a možná i tmavé kostice. Pro tento nově objevený poddruh se brzy vžilo označení pygmy fin whale, čili něco jako „trpasličí myšok“. Tento poddruh byl v roce 2018 akceptován Společností pro mořskou mammalogii, avšak jeho existence byla v zásadě zavrhnuta výzkumem amerických vědců z roku 2019 i jejich latinskoamerických protějšků z roku 2021. Oba tyto výzkumy však potvrdily výskyt jiného poddruhu, resp. rozdělení plejtváka myšoka ze severní polokoule do poddruhu ze severního Atlantiku a severního Pacifiku. Toto schéma naznačovaly již některé dřívější práce v oblasti genetiky i akustických projevů plejtváků myšoků. K roku 2024 se tedy rozeznávají následující 3 poddruhy z těchto lokalit:
- B. p. physalus (Linnaeus, 1758) – severní Atlantik;
- B. p. quoyi (Fischer, 1829) – jižní polokoule;
- B. p. velifera Cope in Scammon, 1869 – severní Pacifik.

Tyto poddruhy se mezi sebou nemísí vůbec nebo jen zcela výjimečně. K jejich vydělení došlo někdy před asi 2 miliony lety.

### Křížení

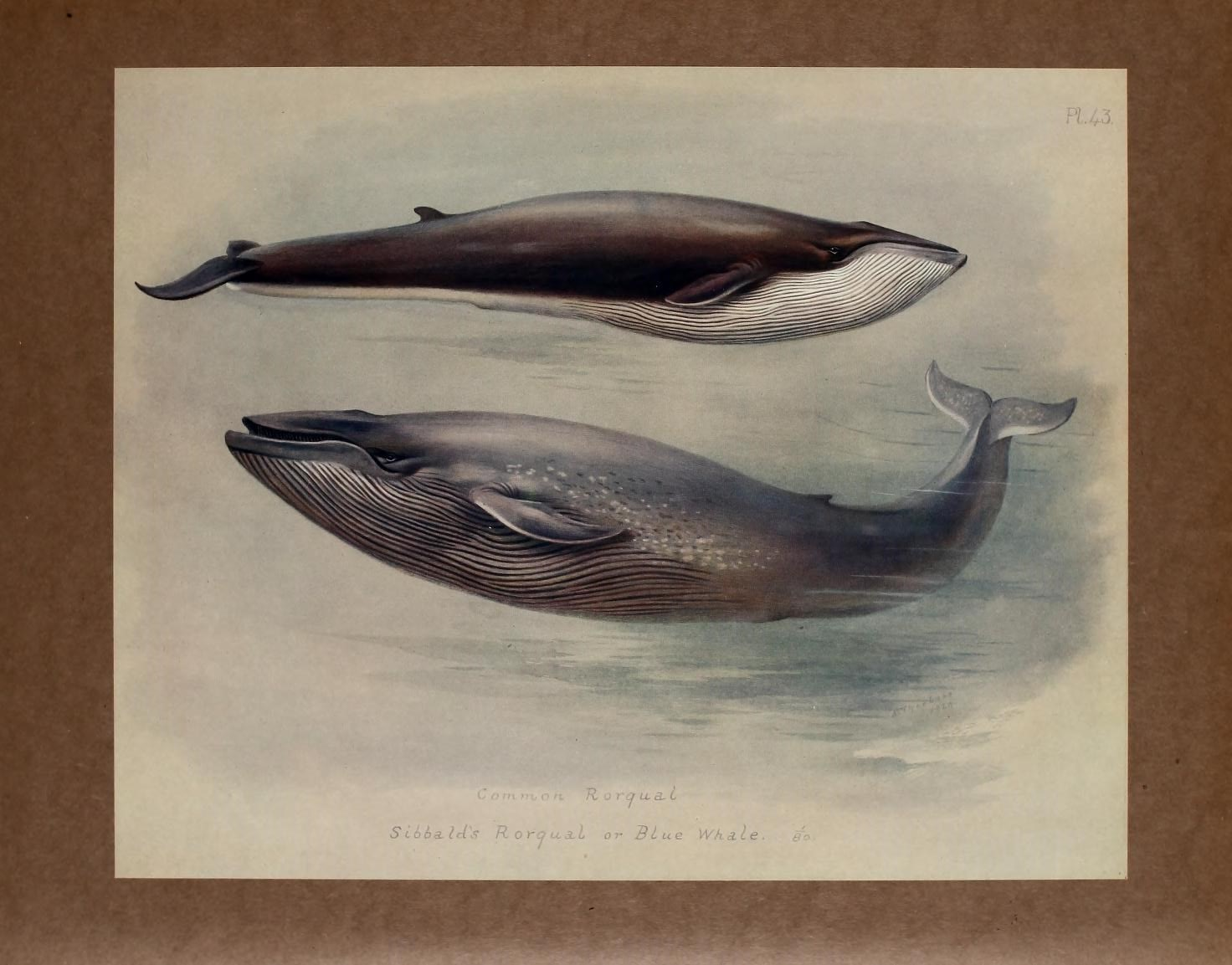
Plejtvák myšok (nahoře) a plejtvák obrovský (Archibald Thorburn, 1921)

Plejtvák myšok se může křížit s plejtvákem obrovským. Oba druhy se přitom od sebe oddělily snad před 3,5 miliony lety a jejich výrazná genetická vzdálenost byla přirovnána ke genetické vzdálenosti mezi člověkem a šimpanzem. Kříženci obou plejtváků se nicméně objevují relativně často v severních oblastech tichého i atlantského sektoru včetně Středozemního moře. V roce 2020 byl dokonce geneticky potvrzen výskyt křížence druhé generace (F2). Jednalo se o samce z islandských vod, jehož otec byl plejtvák myšok a matka kříženec plejtváka myšoka a plejtváka obrovského.
Podrobná analýza genomů plejtváků obrovských ze severního Atlantiku odhalila, že kolem 3,5 % jejich genomu je odvozeno z křížení s plejtváky myšoky. Genový tok je přitom jednosměrný a nastává pouze z plejtváků myšoků do plejtváků obrovských. I přesto, že plejtváci myšoci jsou menší než plejtváci obrovští, myšoci vyvíjejí podobnou rychlost plavání, což by samcům bez problémů umožnilo namlouvat si samice plejtváků obrovských.

## Popis

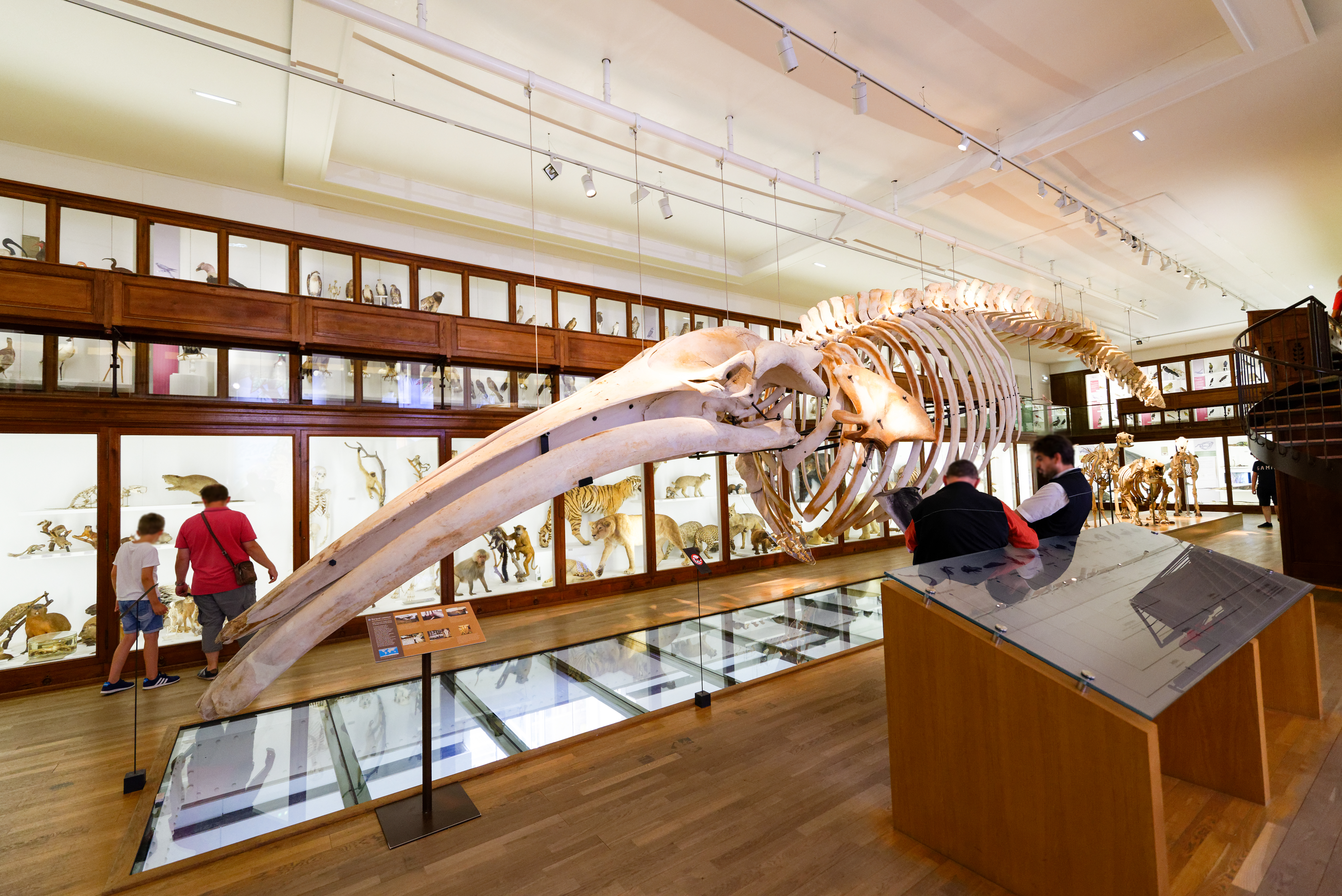
Kostra myšoka v Přírodovědném muzeu ve francouzském Nantes

Plejtvák myšok je dlouhý, hydrodynamický štíhlý kytovec. Horní strana těla je tmavší (tmavě šedá, hnědočerná až stříbřitě modrá), spodní strana je bílá. Myšoci obývající chladnější vody mohou mít spodní část těla nažloutlou, což bývá způsobeno koloniemi rozsivek. Hlava je vpředu zúžená a od špičky rypce se až k dýchacím otvorům táhne výrazná středová čára. Stejně jako u dalších plejtvákovitých je dýchací otvor chráněn valem, čili nevýraznou, přesto znatelnou vyvýšeninou. Za hlavou je většinou přítomna světlá linka, která má shora tvar písmene V a táhne se na boky k hrudním ploutvím. Výrazným vnějším morfologickým znakem plejtváka myšoka je světlá pravá část hlavy, a hlavně bělavý pravý dolní ret a bělavé kostice na pravé přední straně (celkový poměr bělavých kostic na pravé přední straně osciluje mezi 20–30 %, kostice na pravé straně blíže ke koutkům tlamy jsou již standardně tmavé). Zbytek kostic spolu se spodní čelistí i levým horním rtem jsou tmavě šedé. Toto nezvyklé zabarvení patrně souvisí s tím, že se myšok krmí na boku.

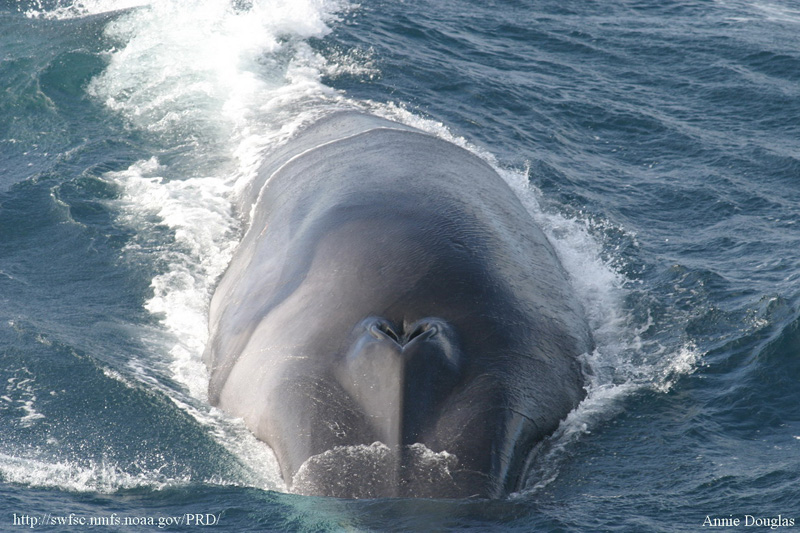
Hlava plejtváka myšoka s patrným asymetrickým bělavým zbarvením pravé části hlavy

Na hrdle je přítomno kolem 50–100 podélných hrdelních rýh, které zasahují až do střední části těla.  V horní čelisti je na každé straně umístěno 350–400 kostic, které dosahují délky kolem 70 cm. Hrudní ploutve jsou úzké a zašpičatělé, zespodu světlejší než svrchu. Hřbetní ploutev je dlouhá, úzká a zašpičatělá, a zaujímá v průměru 33 stupňový úhel vzhledem k vodorovné pozici. Hřbetní ploutev je posazena v zadní části těla v 7/10 tělní délky. Ocas je široký, trojúhelníkový s výřezem uprostřed. Jeho spodní strana je bílá, horní nese tmavší barvu hřbetu. Zadní část těla je často poseta kruhovými či oválnými jizvami po kousnutí mihulemi mořskými (Petromyzon marinus) nebo žraločky brazilskými (Isistius brasiliensis). Počet obratlů se pohybuje mezi 60–63. Úzká výdechová fontána je 5–6 m vysoká, občas může sahat až k 10 m.

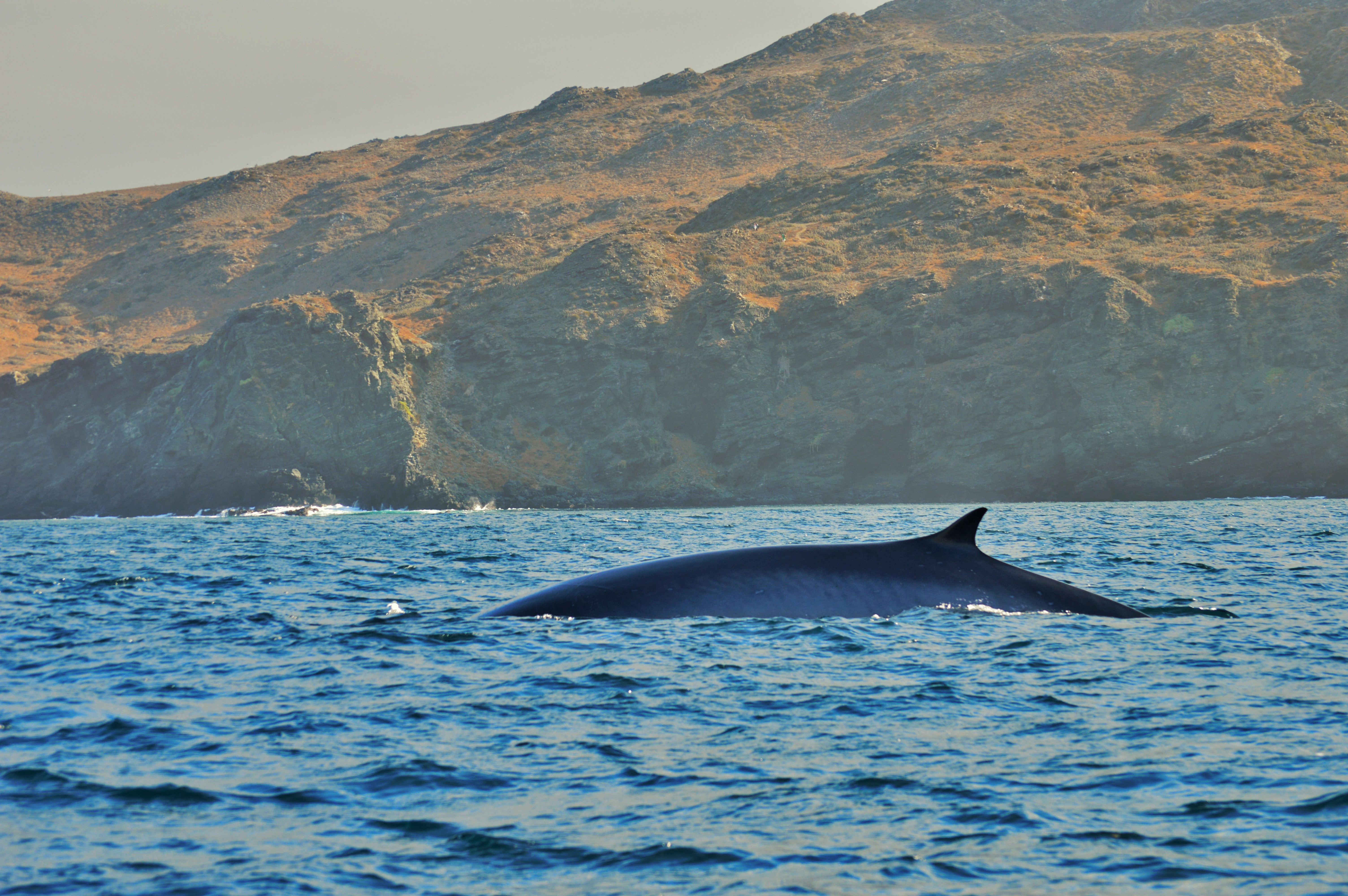
Plejtvák myšok u hladiny s patrnou krátkou, srpovitě zahnutou hřbetní ploutví (Chile)

U druhu je přítomna velikostně převrácená pohlavní dvojtvárnost, kdy samice jsou asi o 5–10 % delší než samci. Na jižní polokouli samice měří kolem 26 m a samec 25 m, váha tamějších myšoků dosahuje kolem 60–80 tun, maximálně kolem 120 tun. Na severní polokouli samice měří typicky kolem 22,5 m a samec kolem 21 m, váha sahá ke 40–50 tunám. Játra váží kolem 230–600 kg, srdce 130–290 kg, ledviny 50–110 kg. Každá z plic váží 100–160 kg, přičemž pravá plíce je asi o 10 % těžší než levá. Plejtvák myšok je druhým největším živočichem na Zemi, větší je už jen plejtvák obrovský.

## Výskyt

### Areál rozšíření
Plejtvák myšok se vyskytuje na severní i jižní polokouli. Na severní polokouli jej lze nalézt od polárních oblastí na severu po 20° s. š. v Pacifiku a 30° s. š. v Atlantiku. Na polokouli jižní utváří severní hranice běžného výskytu 20° j. š. V tropických oblastech okolo rovníku se v dobách po skončení velrybářství (c. 1980) prakticky nevyskytuje. Velmi nízké množství myšoků odlovených v rovníkové oblasti v době velrybářství naznačuje, že ani v minulosti nepatřila rovníková moře k běžnému areálu rozšíření druhu.

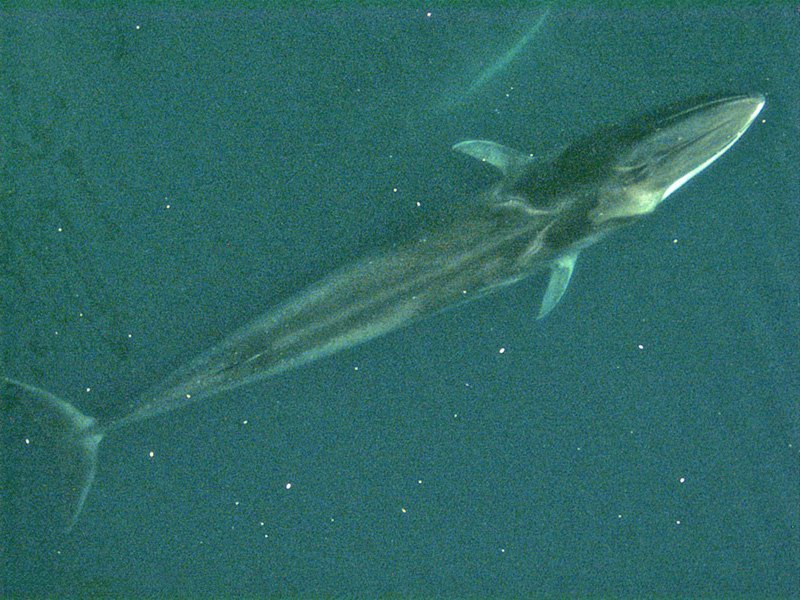
Ptačí pohled na plejtváka myšoka u hladiny

Severní i jižní limity areálu rozšíření utváří oblasti s trvalejší ledovou pokrývkou (tzv. pack ice). K těmto oblastem patří Weddelovo a Bellingshausenovo moře na jihu s Novou zemí a Zemí Františka Josefa na severu, kde se myšok vůbec nevyskytuje. Absentní je i v Černém moři. Do Baltského moře nebo Perského zálivu zaplouvá pouze výjimečně. Nejvyšších hustot dosahuje v mírném pásu v oblastech mimo kontinentální svahy. V případě, že pronásleduje kořist, se může vyskytnout i blízko pobřeží.
Co se týče Středozemního moře, myšoci jsou přítomni pouze v jeho střední a západní části, převážně na sever a východ od Baleárů. Na středomořském východě se nevyskytují vůbec. Myšoci ze Středozemního moře jsou směsí rezidentní a snad jedné migrující populace, která se pohybuje mezi Atlantským oceánem a Středozemním mořem. V létě dosahují nejvyšších hustot výskytu ve Lvím zálivu a Ligurském moři, v zimě se rozeplují po celé západní a střední části Středozemního moře.

### Migrace

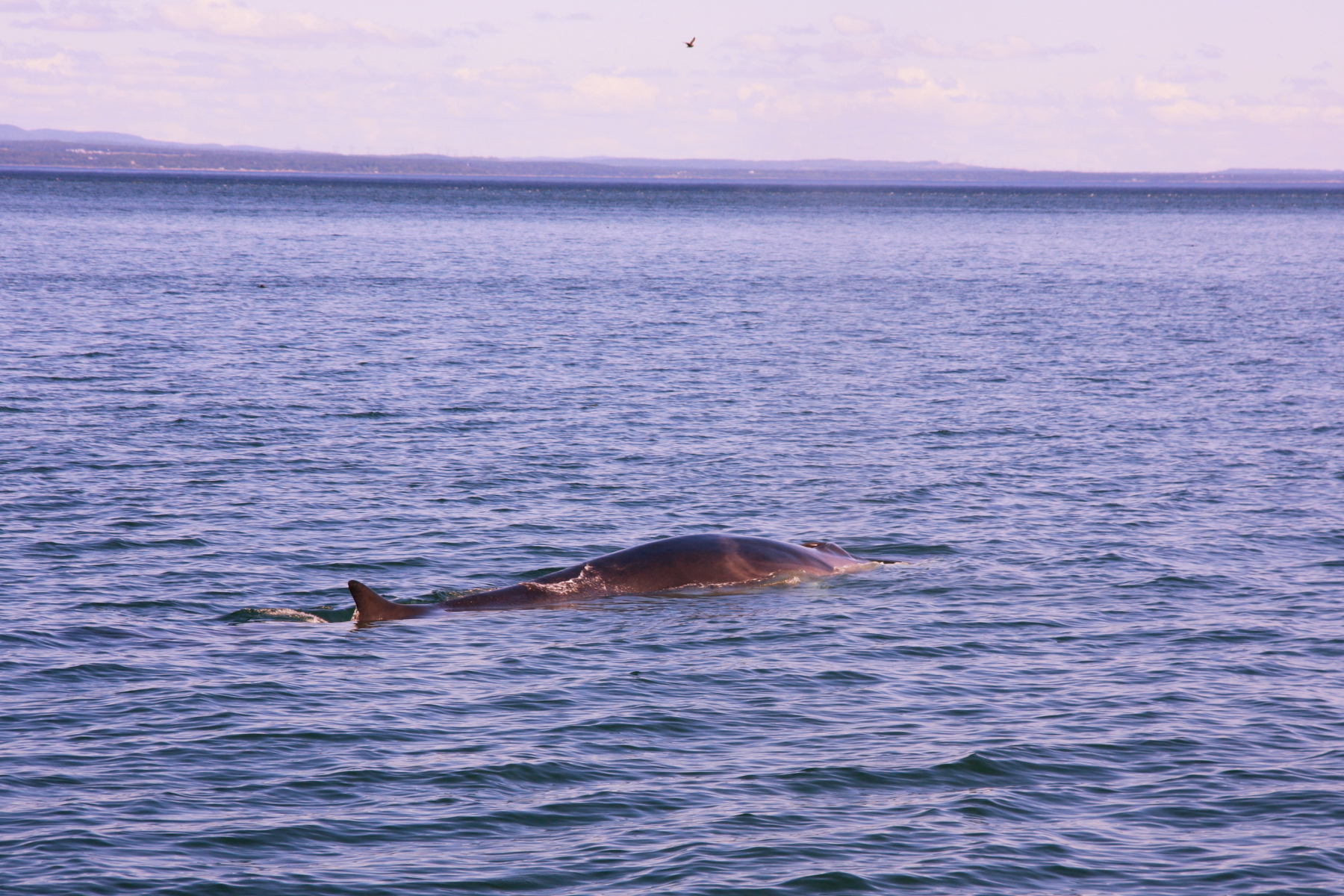
Plejtvák myšok v Řece svatého Vavřince

Plejtváci myšoci z jižní polokoule běžně podnikají sezónní migrace. Běžně se uvádí, že léto tráví v jižních oblastech, kde se vydatně vykrmují, na zimu se stahují do severnějších končin, kde se krmí jen málo nebo vůbec a kde dochází k rozmnožování. Podobný vzorec lze nalézt u některých populací ze severní polokoule (v létě se vyskytují na severu, v zimě na jihu), avšak u mnoha populací myšoků jsou migrační cesty mnohem komplexnější, nevyjasněné nebo populace podnikají jen místní sezónní přesuny (Kalifornský záliv, Středozemní moře, Východočínské moře, moře u Japonska). Hlavně v místech s dostatkem potravy jsou přítomny i rezidentní populace, které mohou zůstávat celoročně ve vyšších (50–60° jižní či severní šířky) i nižších (20–30° jižní či severní šířky) zeměpisných šířkách.

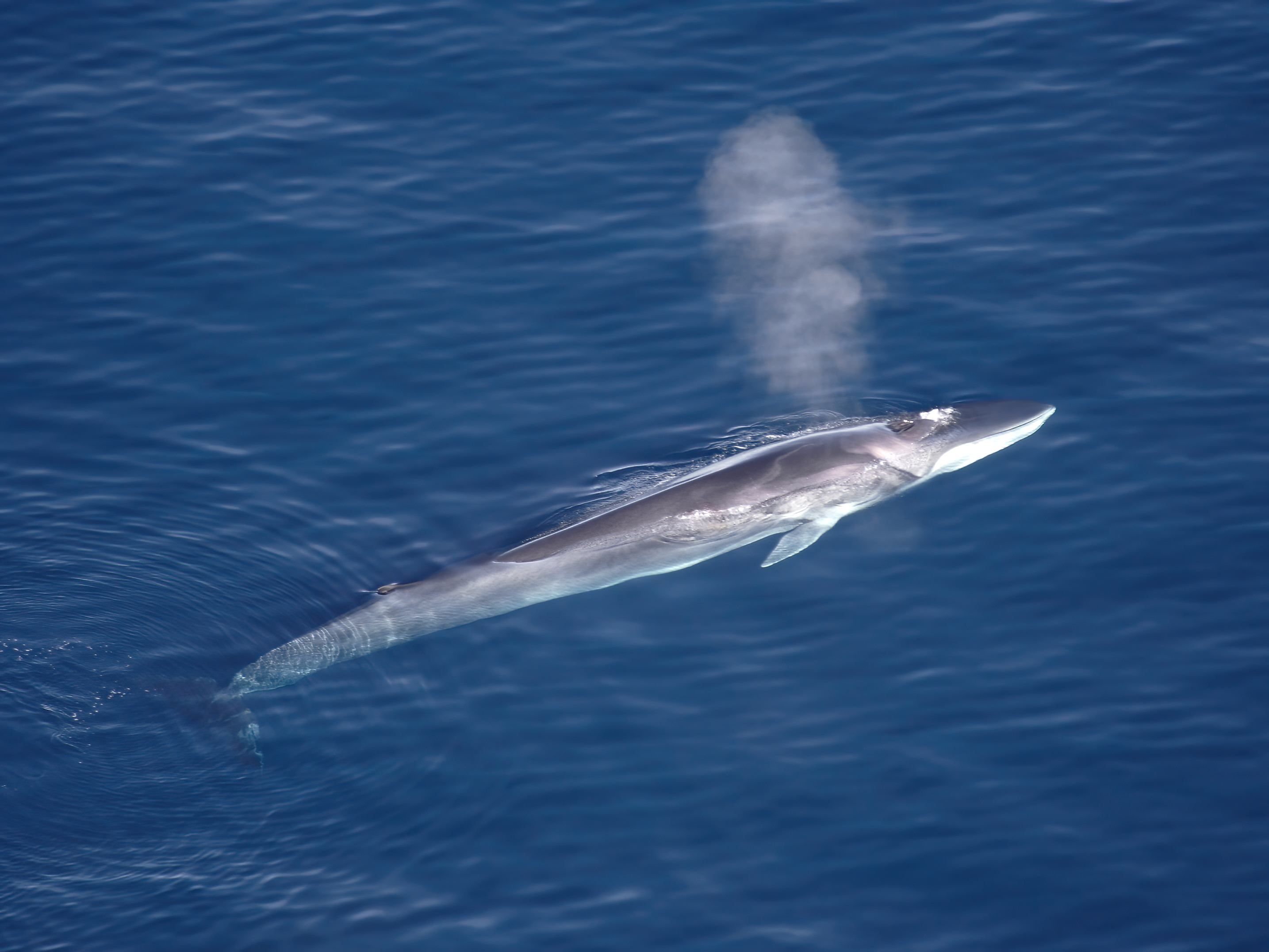
Plejtvák myšok u pobřeží Grónska

O neobjasněnosti migračního chování myšoků vypovídá i to, že v severním Atlantiku je sice známa řada letních krmišť (Newfoundland, Gibraltarský průliv, Faerské ostrovy, severozápadní Maroko, Skotsko, západní Norsko, Island aj.), avšak zimní rozmnožiště identifikována nebyla. Jedním z vysvětlení tohoto jevu je, že se myšoci v zimě rozeplují na širé moře, kde je lze těžko vystopovat. Během studie sledující migrující myšoky ze Zálivu svatého Vavřince byla migrace vysoce individuálně podmíněna. Tamější myšoci se v zimě sice vydávali jižním směrem, avšak nenásledovali stejnou migrační destinaci, trasu a ani nemigrovali spolu. Někteří myšoci se navíc během zimních cest vydatně krmili, což narušuje teorii o tom, že hlavním cílem migrace je rozmnožování, během kterého se nekrmí.
Vedle dospělců běžně migrují i mláďata včetně kojících samic. Studie migračních návyků myšoků ze zálivu Massachusetts naznačila, že mláďata získávají informace o migrační cestě skrze sociální učení od svých matek, které při první migraci doprovází. Tito potomci se později navrací do svých rodišť a matčiných krmišť.

### Populace

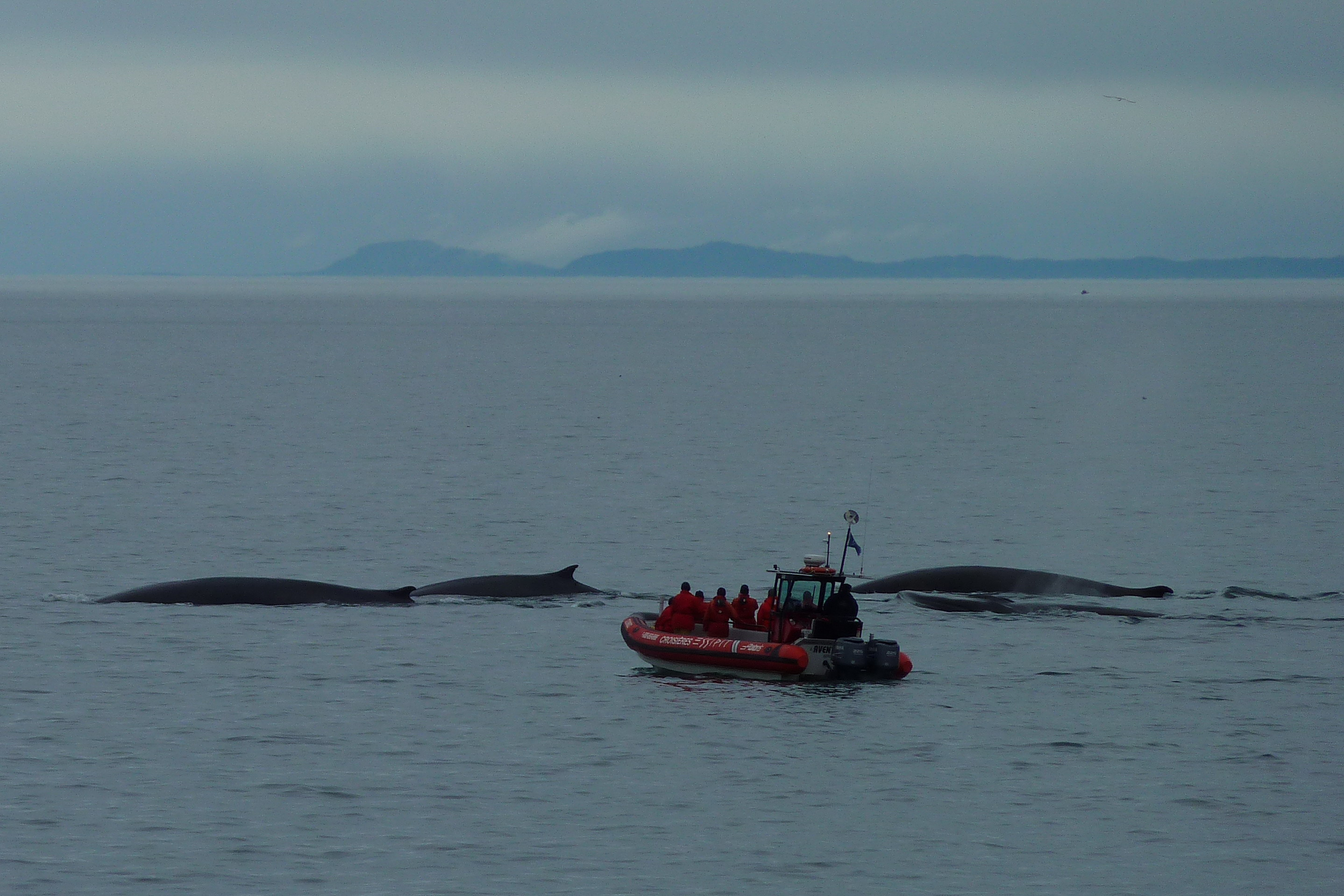
Stádo myšoků u pobřeží Québecu

Mezinárodní svaz ochrany přírody (IUCN) ve své vyhodnocující zprávě roku 2018 o stavu populace odhadoval celkovou početnost populace plejtváka myšoka na asi 145 000 jedinců (z toho 100 000 dospělců). Kolem 70 000 myšoků připadalo na severní Atlantik, 50 000 na severní Pacifik a 25 000 na jižní polokouli. Populační trend je sice vzrůstající, nicméně 100 000 dospělců stále představuje pouze kolem 45 % populačního stavu z roku 1940. Z místních odhadů početnosti lze zmínit Středozemní moře, kde se nachází snad kolem 5000 jedinců. Podobně jako ostatní populace, i středozemská populace myšoků je nižší oproti minulosti následkem velrybářství. Ve 20. letech 20. století bylo v oblasti Gibraltarského průlivu odloveno kolem 7000 myšoků, což patrně zdecimovalo při nejmenším migrující část středomořské populace druhu.

## Ekologie

### Chování

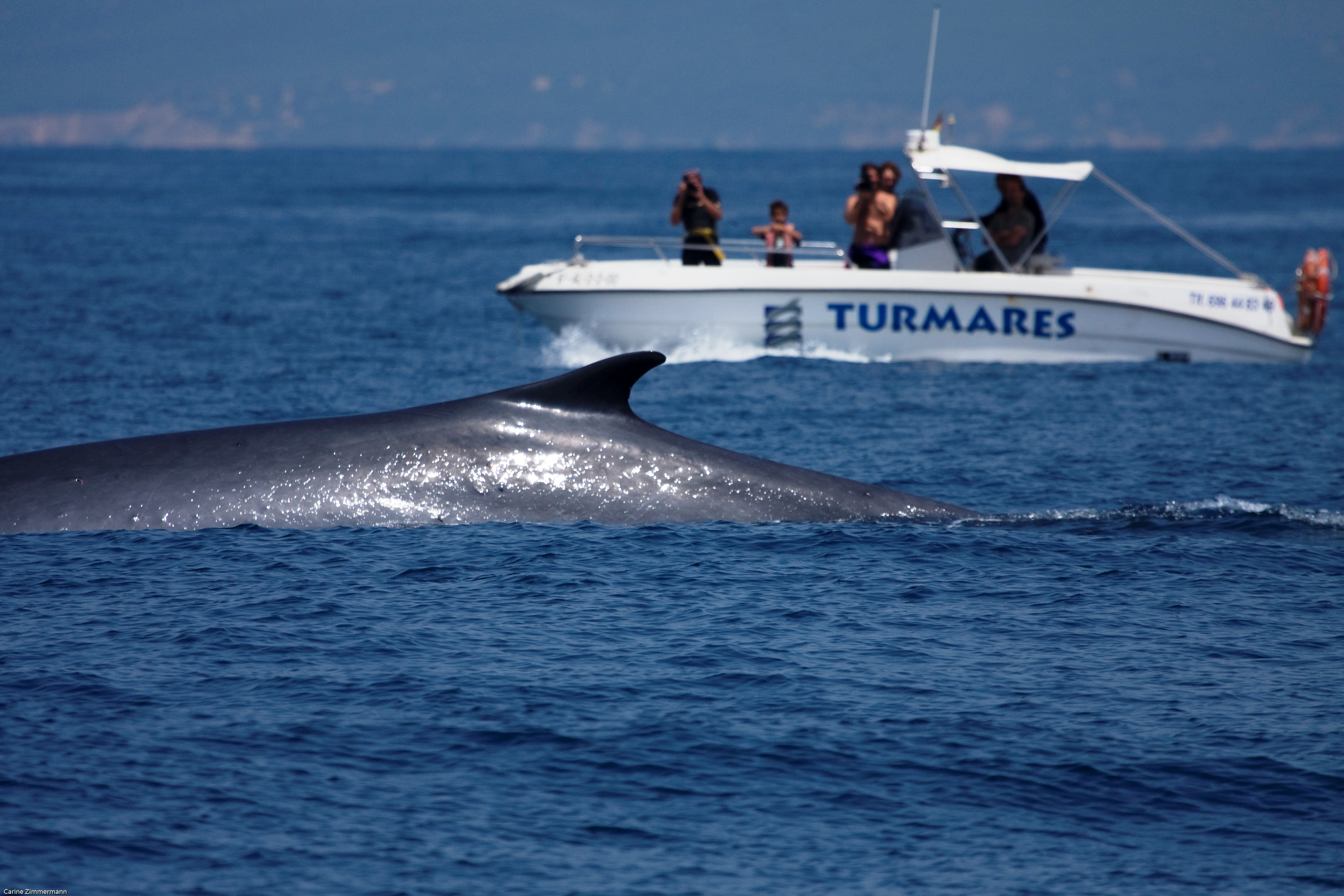
Pozorování plejtváka myšoka u Gibraltaru

Plejtvák myšok se s pomocí svého dlouhého, hydrodynamicky tvarovaného těla dokáže pohybovat svižně a rychle. Běžná rychlost plavání je kolem 9–15 km/h, krátkodobě umí vyvinout i rychlost kolem 37 km/h. Vysoké rychlosti plavání si všimli kdysi už i velrybáři, kteří myšoka přezdívali „mořský ohař“. Plejtvák myšok se u hladiny chová poměrně nenápadně a na rozdíl od některých jiných plejtvákovitých, jako je keporkak, běžně nevyskakuje nad hladinu. Při nádechovém vynoření nejdříve vystrčí nad hladinu horní část rypce, načež následuje vrchol hlavy, kdy z dýchacího otvoru vytryskne sloupec vody. Poté ukáže těsně nad hladinu svůj dlouhý, vodorovně nastavený hřbet se hřbetní ploutví, načež se hřbet začne ohýbat a vyčuhovat do výše nad hladinu a následuje další ponoření, při kterém většinou nevystrkuje nad hladinu svůj ocas. Potápí se většinou do 100–200 m na dobu kolem 3–10 minut. Může se však ponořit i do 470 m na dobu kolem 17 minut. O lodě nejeví zájem a nepřibližuje se k nim.
Vyskytuje se samostatně nebo v malých skupinkách o 2–7 jedincích. Výjimečně byla pozorována velká volná stáda o několika tuctech jedincích, v oblastech vysoké úživnosti oceánu může stádo dosáhnout i kolem stovky jedinců. Takto početná stáda však bývají jen dočasná. Vedle plejtváků obrovských se myšoci někdy objevují i s dalšími druhy kytovců, jako jsou kulohlavci černí nebo delfíni pruhovaní.

### Vokalizace
Vokální projev myšoka zahrnuje hlavně nízkofrekvenční sténání a chroptění a frekvenčně vyšší pulzy, které patrně mají sociální funkci. Vokální projevy plejtváka myšoka a plejtváka obrovského patří k nejhlasitějším a frekvenčně nejnižším zvukovým projevům v živočišné říši. Ostatní myšoci je mohou slyšet i na stovky kilometrů daleko. Charakteristické dlouhé pulzy mají frekvenci pouze kolem 15–30 Hz, hlasitost kolem 184–186 dB a jsou produkovány pouze samci hlavně v době říje. Tato volání pravděpodobně slouží k přilákání samic. Mimo období říje se samci ozývají také, avšak jejich volání nejsou tak nápadná a typově bohatá. Mezi voláním myšoků existují místní rozdíly v závislosti na geografické lokaci.
Zatímco volání o hodnotách kolem 20 Hz je spojováno s reprodukčním obdobím, zvuky o frekvencích kolem 40 Hz byly spojeny s krmením. Lokalizace samců v terénu po zaznamenání jejich volání je v praxi velmi složitá, protože producent takového zvuku může být extrémně daleko a v oceánu jsou zdroje nízkofrekvenčních zvuků velmi špatně lokalizovatelné.

### Potrava

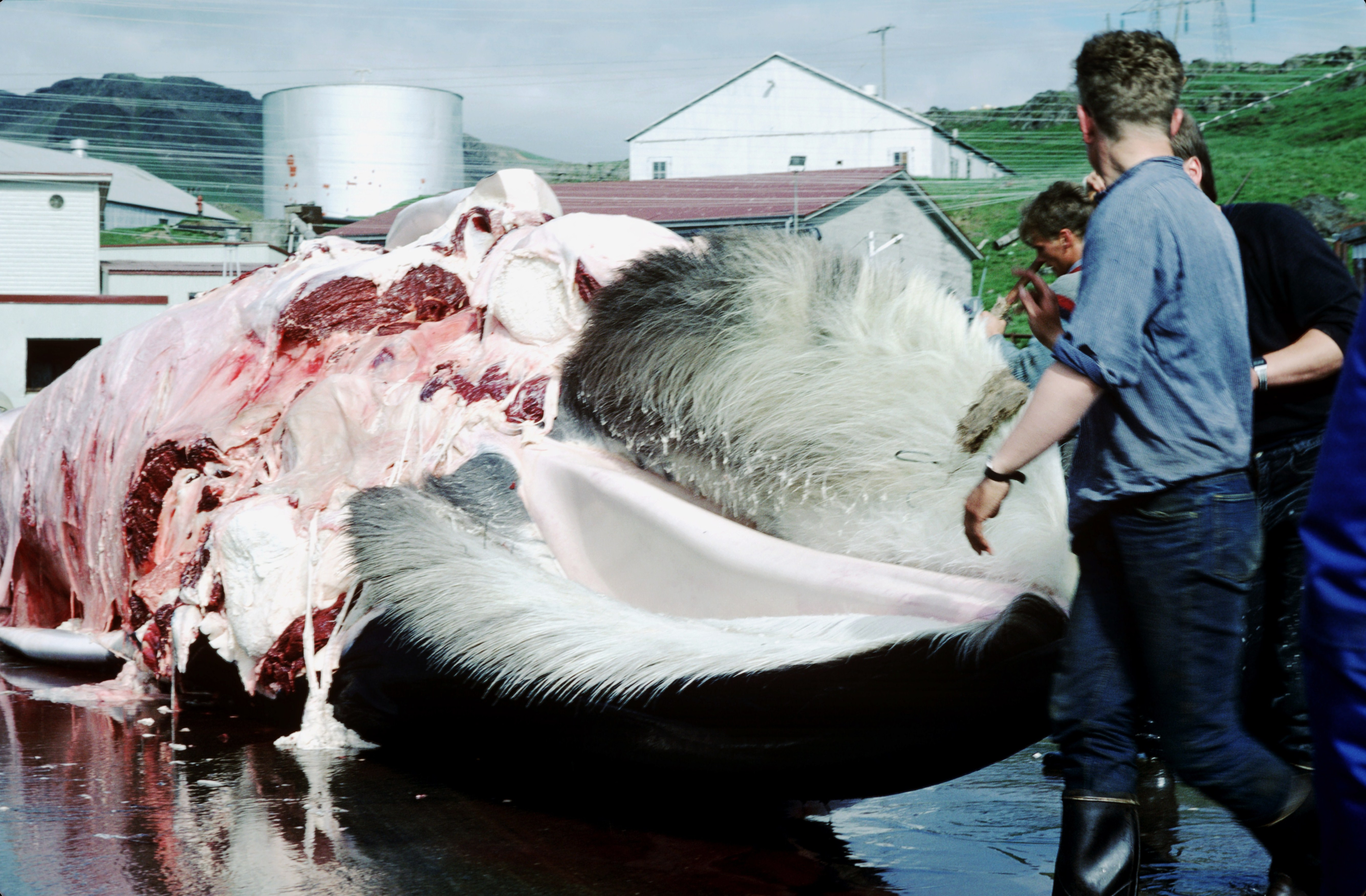
Plejtvák myšok při porcování v islandské velrybářské stanici Hvalfjörður zobrazující kostice pro odfiltrovávání živočichů

Plejtvák myšok se živí širokou škálou organismů v závislosti na jejich dostupnosti, takže složení jídelníčku je sezónně a místně podmíněno. Ve studiích potravních návyků ze severní polokoule se objevuje hlavně světélkovec atlantský (Meganyctiphanes norvegica), ale také další druhy korýšů v planktonním stádiu včetně krunýřovky Thysanoessa inermis nebo vznášivky Calanus finmarchicus a různých druhů hejnových ryb, jako je huňáček severní (Mallotus villosus), sleď obecný (Clupea harengus), makrela obecná (Scomber scombrus) či treska modravá (Micromesistius poutassou). Nepohrdne ani menšími hejnovými desetiramenatci. Na polokouli jižní se jídelníček myšoků skládá takřka výhradně z krilu, především krunýřovek Euphausia vallentini, ale i dalších druhů korýšů, jako je krunýřovka krillová (E. superba), Parathemisto gaudichaudii aj. Ke krmení dochází převážně během letních měsíců.

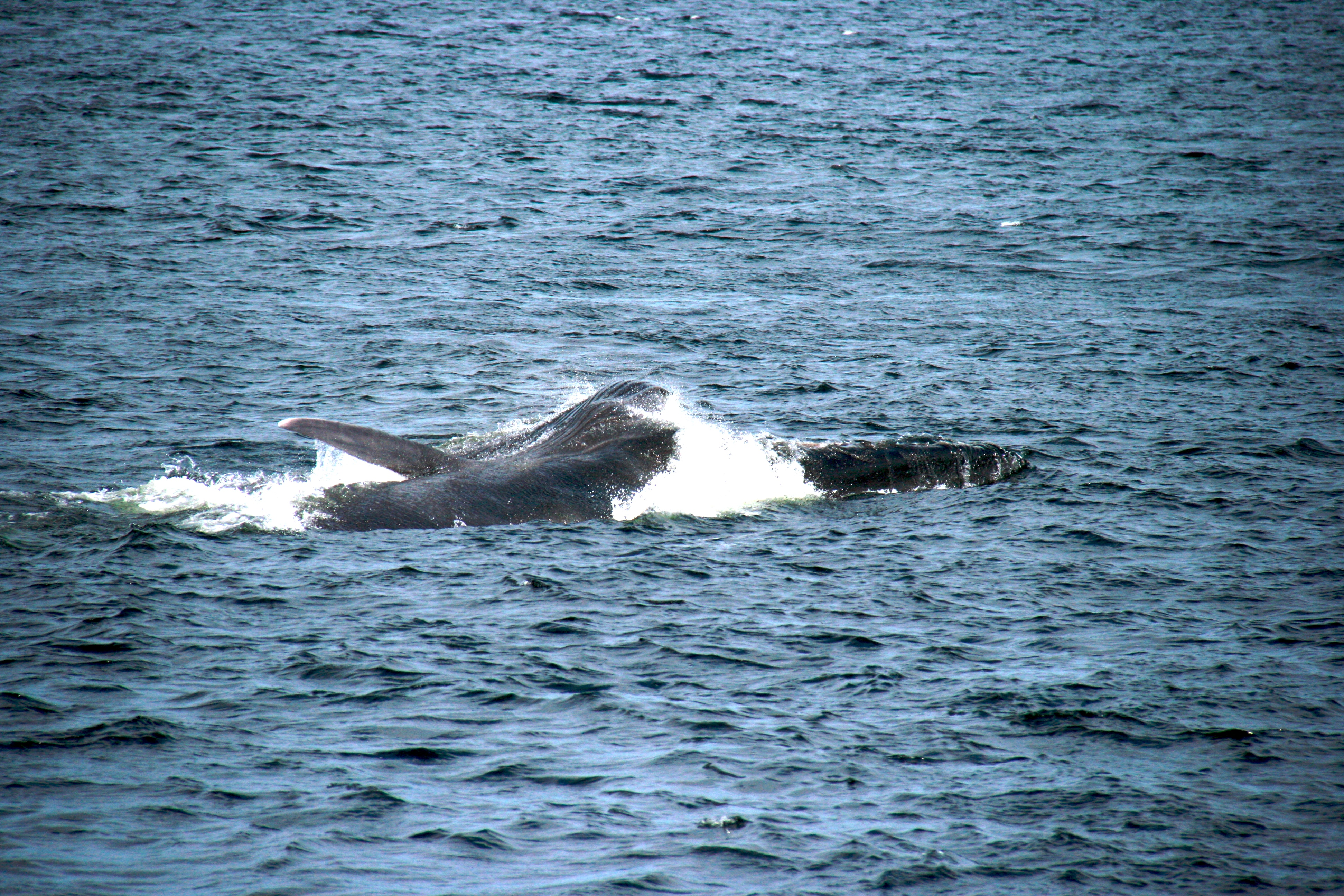
Plejtvák myšok během krmení u vodní hladiny

Z konkrétních příkladů jídelníčku lze zmínit analýzy obsahu žaludků myšoků z Britské Kolumbie z let 1963–1967, kdy představoval dominantní, někdy jedinou složku potravy kril. Pouze v letech 1964 a 1965 tvořili významnější potravní složku i klanonožci, a částečně i desetiramenatci a ryby. Ve Středozemním moři byla hlavní potravní položkou v zimě krunýřovka Nyctiphanes couchii a v létě to byl jiný druh krunýřovky, a sice světélkovec atlantský (Meganyctiphanes norvegica). Z 1609 žaludků plejtváků myšoků chycených od červnu do září v letech 1967–1989 v islandských vodách obsahovalo 96 % žaludků pouze kril, jen v některých žaludcích byli identifikováni i huňáček severní, treska modravá a smačkovití (Ammodytidae ap.). Kril ze 159 žaludků islandských myšoků chycených v letech 1979–1989 představoval v 99,4 % světélkovce atlantského (Meganyctiphanes norvegica) a pouze v jednom případě Thysanoessa longicaudata.

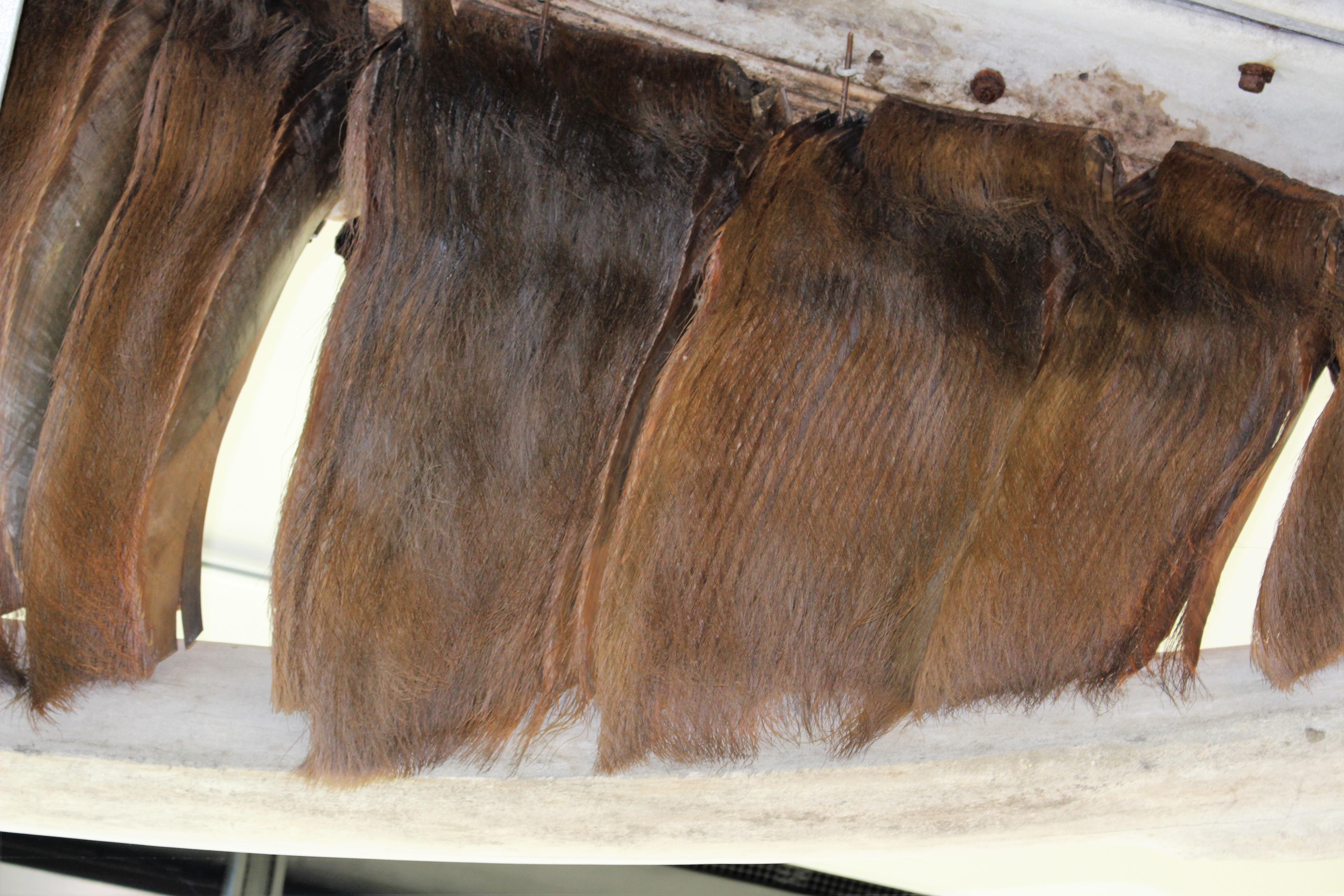
Kostice plejtváka myšoka v Zoologickém muzeu na Univerzitě v Cambridgi

Stejně jako ostatní plejtvákovití, i plejtvák myšok je filtrátor. Do své mohutné, široce rozevřené tlamy nejdříve nahromadí obrovské množství vody s potravou, načež tlamu zavře a vodu vytlačí ven skrze sérii kostic, díky nimž kořist zůstane uvnitř tlamy, zatímco voda je vytlačena ven. Při jednom nasání dovede do tlamy dostat kolem 70 m3 vody, kterou filtruje rychlostí kolem 1 m3/s. Filtrační způsob krmení je energeticky náročný a má vliv na délku krmících ponorů, které jsou poměrně krátké. Při ponořování pro potravu nejdříve rychle sestoupí do potřebné hloubky za přítomnou potravou, a teprve tam začne vodu přefiltrovávat, načež s pomocí svižného mávání mohutného ocasu rychle vystoupá zpět k hladině. U kalifornských břehů se myšoci potápěli pro potravu do průměrných hloubek 200 m, v nichž v průměru čtyřikrát nabrali a přefiltrovali vodu. V případě krmení na krilu potřebuje myšok kolem 1 tuny krilu denně.
Při krmení se myšok převrací na pravý bok. Toto chování se dosud nepodařilo uspokojivě objasnit. Podle jedné z hypotéz rotace tlamy o 90° nasměruje čelisti ve směru očekávaného úprku kořisti. Natočení tlamy může také sloužit i k přitlačení nebo zahnání kořisti k bariéře, jako je hladina vody či dno moře. Myšok je vztlakově negativní (tzn. tíha těla je větší než vztlaková síla vody, což mj. způsobuje, že se myšokovo tělo po smrti potápí) a otočení na bok může souviset s optimalizací jeho vztlaku.

### Rozmnožování

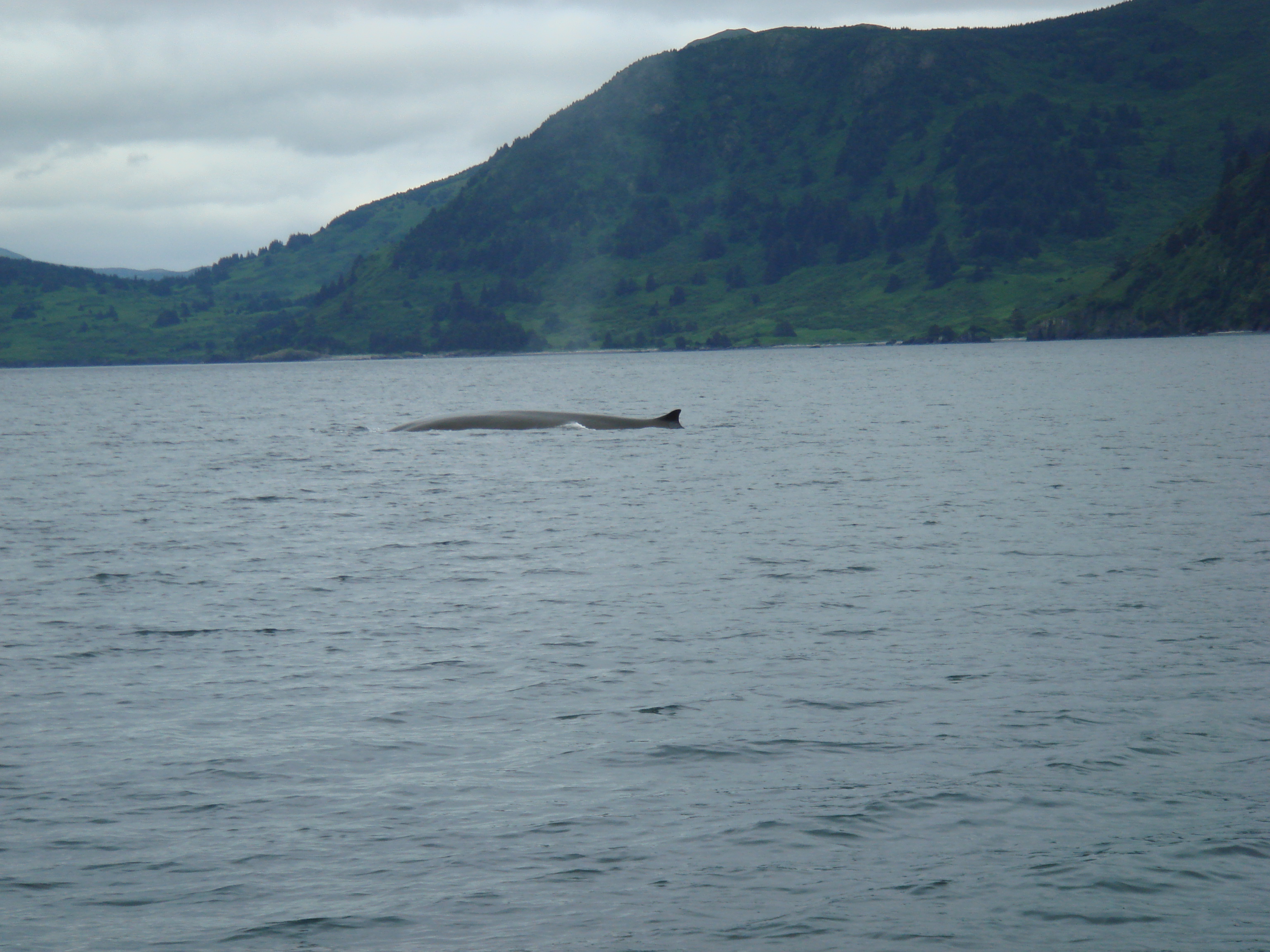
Myšok u aljašských břehů

Podobně jako u řady jiných velkých kytovců, i u plejtváka myšoka je úroveň poznání rozmnožovacích zvyků pouze slabá. Rozmnožovací systém se vyznačuje soupeřením samců o samice a absencí dlouhodobých párových svazků. Doba březosti trvá přibližně 11,5 měsíců. Samice rodí jen jedno mládě, nicméně v děloze matek bylo zaznamenáno i vícero plodů a známy jsou i vrhy dvojčat. K vrhu dochází každé dva, vzácněji jen každé tři roky. Na severní polokouli dochází nejčastěji k vrhům v listopadu a prosinci, na polokouli jižní v květnu a červnu. Laktace probíhá po dobu kolem 6–7 měsíců. Mláďata zůstávají v blízkosti matek po dobu kolem jednoho roku.
Na severní polokouli dosahuje samec pohlavní dospělosti při dosažení délky kolem 17,5 m, u samice pohlavní dospělost nastává při 18,5 m. Na jižní polokouli začíná pohlavní dospělost v 19 m u samce a ve 20 m u samice. V obou případech to odpovídá věku kolem 6–7 let u samců a 7–8 let u samic. Mezi 9.–13. rokem myšok dosahuje 95% velikosti dospělého jedince. Běžná délka dožití není jasná, avšak jsou známi jedinci žijící 80–90 let a stáří plejtváka myšoka ze skandinávských vod bylo Přírodovědným muzeem Norska odhadnuto na 135 let.

### Predátoři a parazité
Jediným známým predátorem myšoka je kosatka dravá. Ta po útocích zanechává tržné jizvy na myšokových ploutvích, ocase a na boku. Podobně jako ostatní druhy velkých kytovců, i plejtvák myšok používá jako hlavní obrannou strategii úprk. Výhodou myšoka je jeho obří velikost i vysoká rychlost plavání. Kosatky se patrně zaměřují hlavně na nemocné dospělce a také na mláďata, avšak mohou občasně zaútočit i na zdravé dospělce.

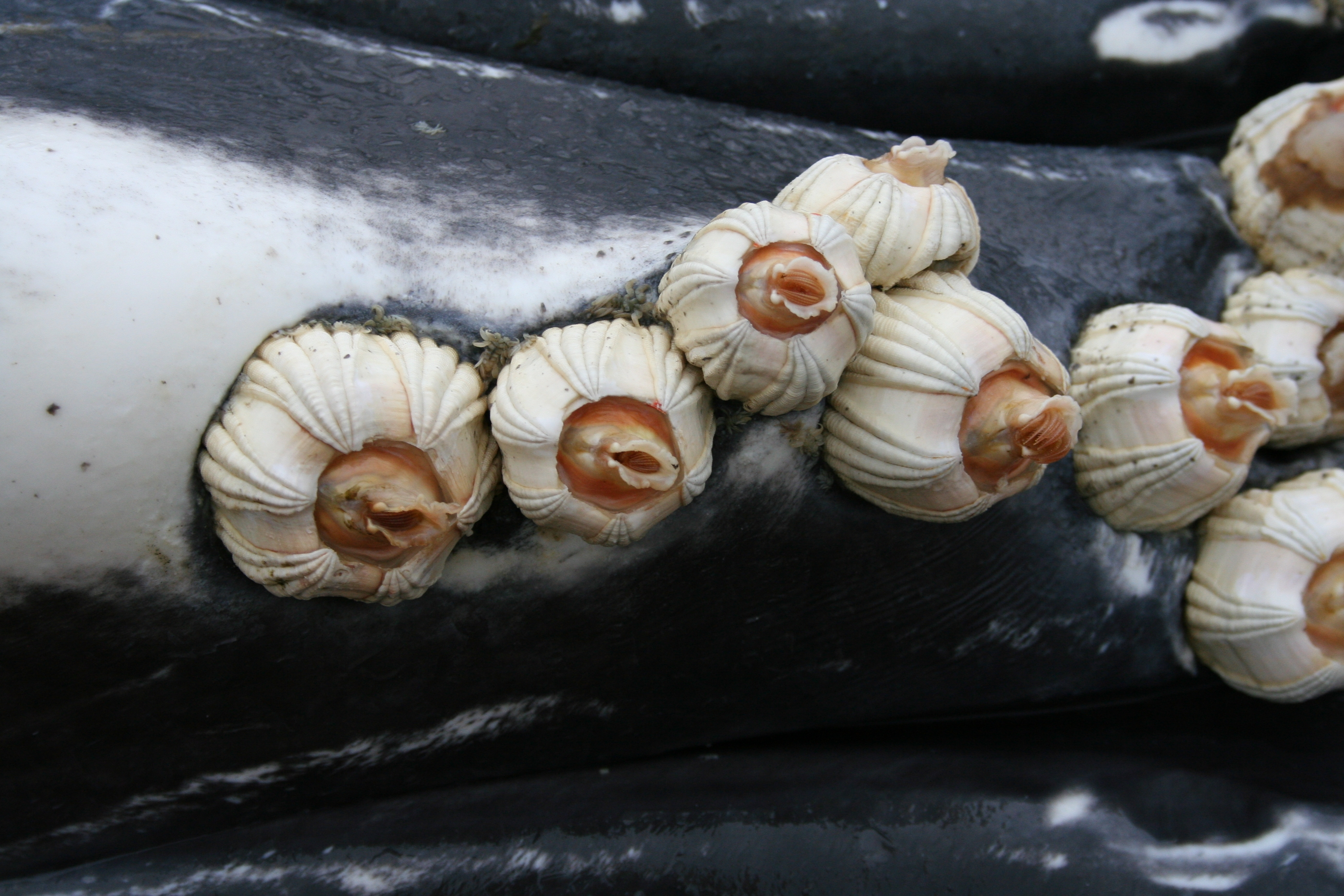
Svijonožci druhu Coronula diadema, kteří se mohou vyskytovat na kůži myšoka (na fotografii přichycení na kůži keporkaka)

Na plejtvácích myšocích parazituje široká škála organismů, jako jsou motolice, prvoci, tasemnice, vrtejši, hlístice, členovci a mihule (Entosphenus sp). Konkrétní příklad může představovat parazitický klanonožec Pennella balaenopterae, který proniká do podkožního tuku, kde se krmí myšokovou krví. Tento klanonožec může být zaznamenán i vnějším pozorovatelem, neboť zatímco jeho hlava je zavrtána v těle myšoka, zbytek těla trčí ven. V buňkách se objevuje parazitický prvok Toxoplasma gondii. Střeva mohou být infikována vysokými počty motolice Ogmogaster antarcticus. K vnějším parazitům patří svijonožci Xenobalanus globicipitis, Coronula diadema a Coronula reginae nebo korýš Conchoderma auritum. Gigantická hlístice Crassicauda boopis dorůstající délek až ke dvěma metrům parazituje v ledvinných tepnách a může způsobit myšokům selhání ledvin a následnou smrt. V roce 1997 byla u belgických břehů nalezena samice myšoka napadená virem Morbillivirus.

## Vztah k lidem

### Lov

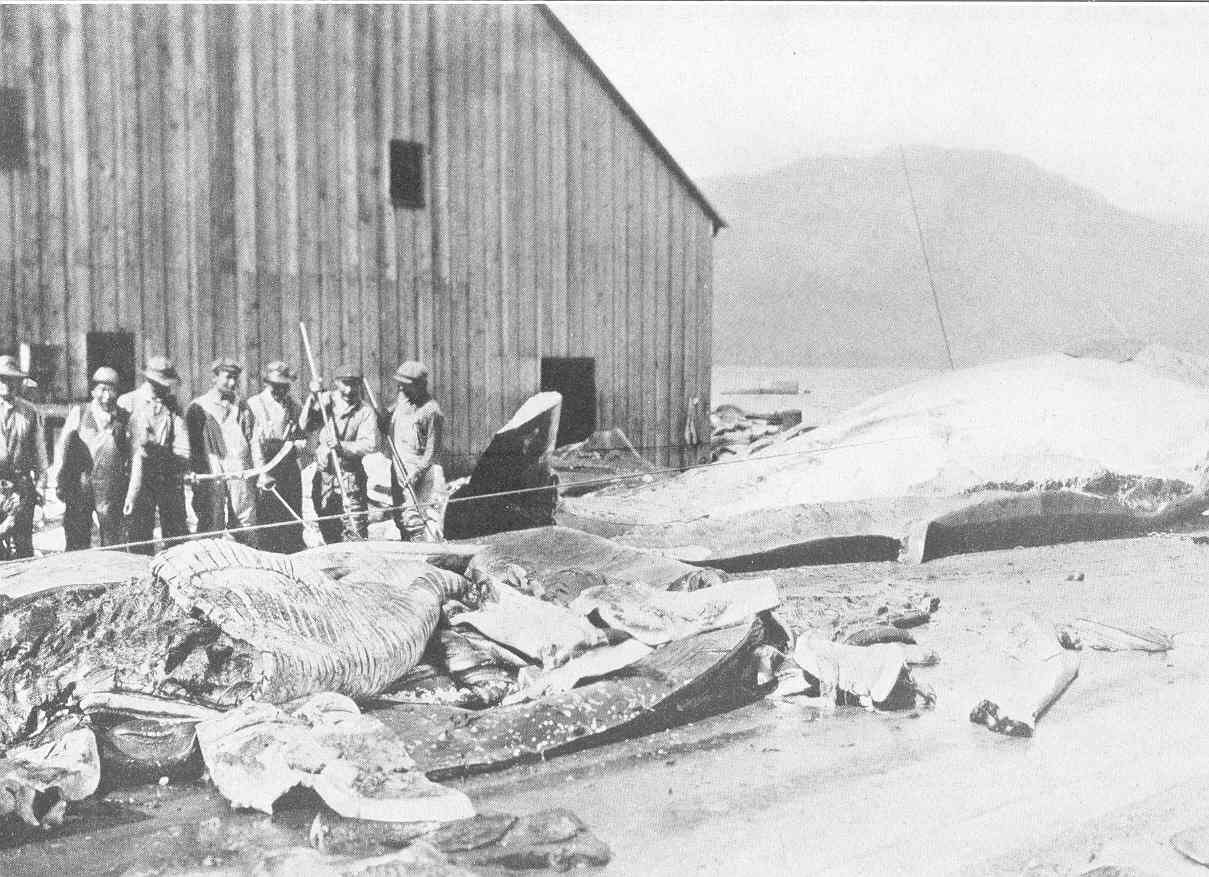
Velrybáři odstraňující podkožní tuk myšoka (Aljaška, 1915)

Stejně jako ostatní druhy plejtváků, i myšok byl v průběhu 19 a 20. století těžce pronásledován velrybáři. Na počátku 70. let 19. století byly velrybářské výpravy zmodernizovány a dosáhly průmyslových měřítek. Po několika desetiletích intenzivního velrybářství zkolabovala první populace myšoků. Jednalo se o myšoky ze severního Norska, a místní velrybářská stanice tak byla v roce 1904 zcela zrušena. Velrybáři se postupně začali vydávat mnohem dále od evropských břehů a nakonec začali zaplouvat až k antarktickým břehům, do Indického i Tichého oceánu. V letech 1935–1970 dosáhly počty ulovených myšoků vrcholu; odloveno bylo kolem 30 000 jedinců ročně, což bylo daleko za udržitelnou hranicí a většina populací myšoků zkolabovala a velrybářství začalo utichat. Díky kvótám Mezinárodní velrybářské komise z 60. a 70. let 20. století však nedošlo k redukci populace myšoků na úplné minimum, jako se to stalo u některých jiných druhů velkých kosticovců. To potvrdila i genetická analýza myšoků ze severního Atlantiku, podle které je jejich genom stále poměrně bohatý i v době po zániku průmyslového velrybářství, což se nedá říct o některých jiných velkých kytovcích, jako je velryba černá, jejíž populace byla v době velrybářství snížena na minimum a efekt hrdla lahve spolu s inbreedingem se podepsal na nízké genetické diverzitě jejich současné populace. Od roku 1976 podléhá plejtvák myšok mezinárodní ochraně. V 80. letech zanikly poslední komerční velrybářské stanice (v roce 1985 v severním Španělsku, roku 1989 na Islandu).

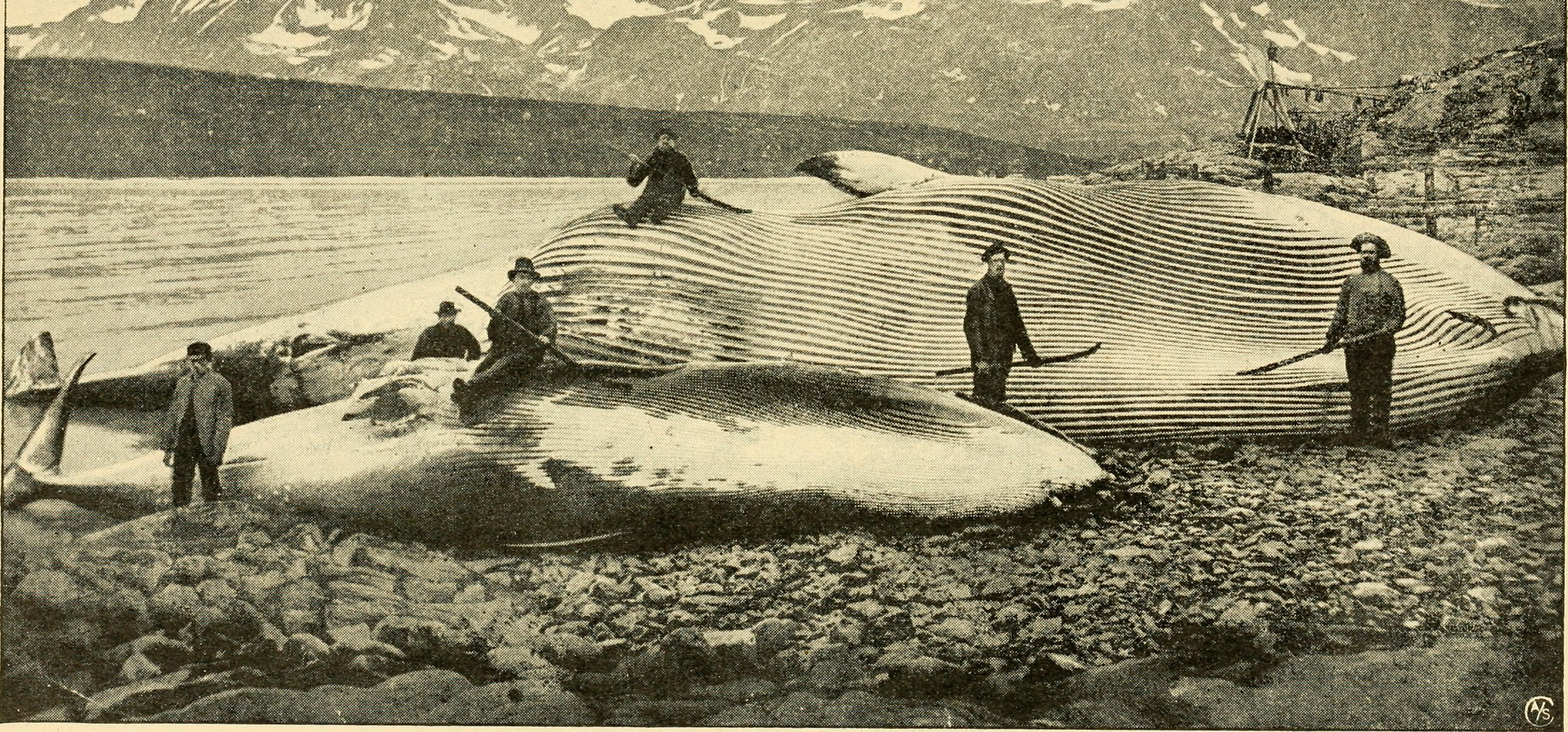
Velrybáři při zpracování plejtváka sejvala (vpředu) a myšoka (severní Norsko, 1922)

Až do 30. a 40. let 20. století byli myšoci využíváni hlavně jako zdroj průmyslového oleje. Poté byli loveni především na maso, jehož červená barva a způsob přípravy byl připodobněn k nakládání s hovězím masem. Kosti a odřezky myšoků se buď házely zpět do moře, nebo našly využití jako hnojivo. V moderních dobách dochází k lovu myšoků v západním Grónsku, kde jsou myšoci loveni v rámci zachování místních tradic. Odlov myšoků probíhá i v Japonsku v rámci tzv. „vědeckého programu“, a na Islandu, kde je myšok zpracováván na maso. Jedná se však o jednotky (Japonsko, Grónsko), maximálně nižší stovky (Island) ulovených myšoků ročně.

### Ohrožení

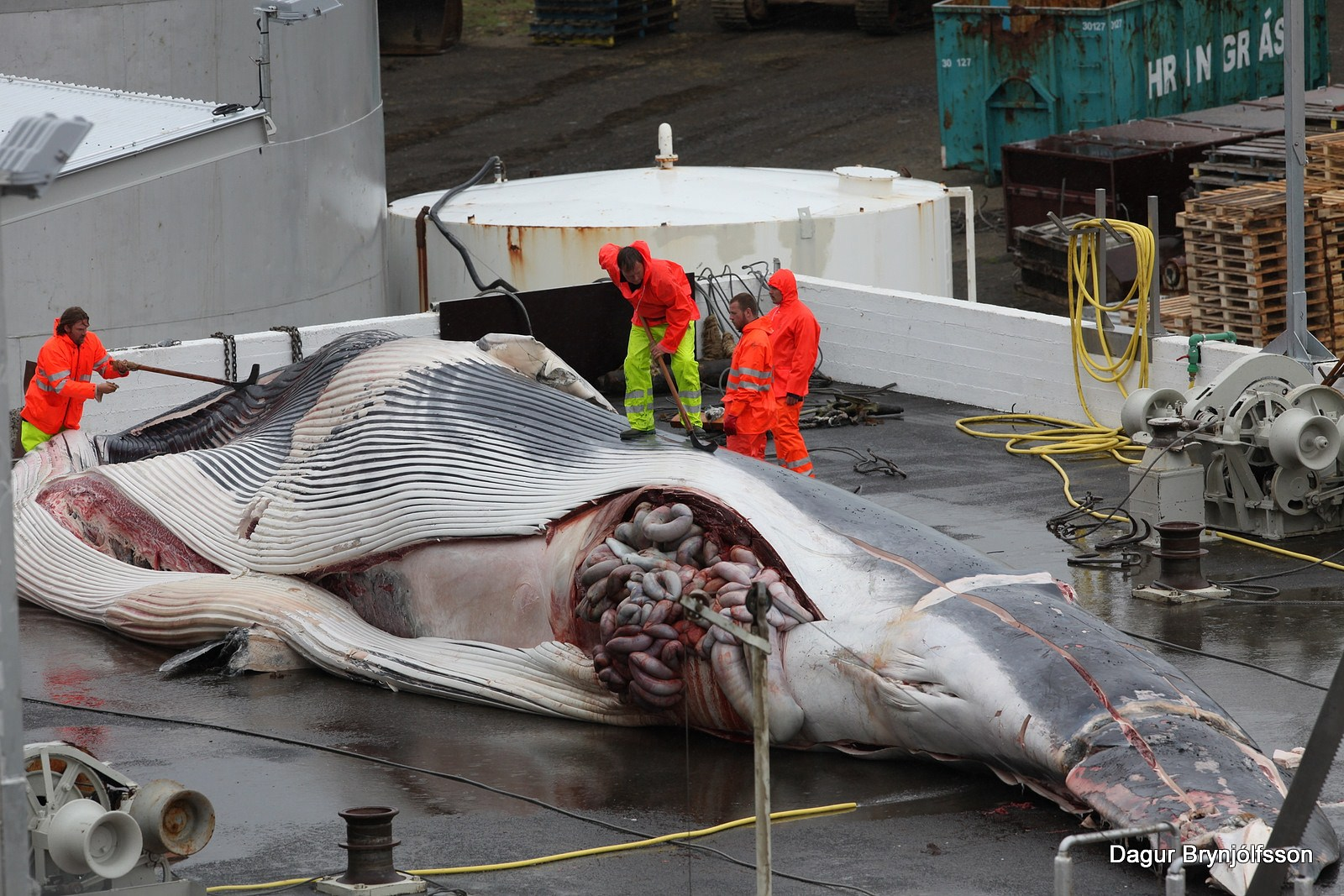
Porcování velryby na Islandu

V moderních dobách myšoky ohrožují srážky s loděmi, na které jsou myšoci náchylní. Podle analýzy z roku 2006 je plejtvák myšok dokonce nejčastějším druhem velkého kytovce, u kterého dochází ke kolizím s loděmi. Srážky hrozí hlavně v oblastech vysoké koncentrace lodí a myšoků, které představují Lví záliv nebo Ligurské moře. Dalším typem hrozby je zamotání do rybářských sítí, ke kterému sice prokazatelně dochází, avšak nezdá se, že by ohrožovalo celkovou populaci.
Dalším ohrožením je zvukové znečištění oceánů. Během 20. a 21. století došlo k dramatickému nárůstu lodní dopravy na moři. Hlavně velké lodě, jako jsou ty vojenské a nákladní, vydávají velmi hlasité zvuky, které mohou narušovat komunikaci myšoků mezi samci a samicemi.

### Vztah k lidem
Kosti plejtváků myšoků se objevují v řadě archeologických lokalit. K těm patří ostrov San Miguel v Kalifornii, kde byly u místního pobřeží v hromadě zbytků nepoživatelných částí potravy (lastur aj.) odhozených lidmi nalezeny i kosti myšoků datované do doby 3900 př. n. l. Není přitom jasné, zda pravěcí lidé myšoky ulovili nebo našli vyplavené na pláži, stejně jako není jasné, zda a jaké části myšoků byly zpracovány. Kosti myšoků byly nalezeny i v archeologických lokalitách na Novém Zélandu, Islandu, Skotsku a na menších ostrůvcích podél západního pobřeží Severní Ameriky. Patrně se jedná o doklady využití myšoků vyplavených na břeh spíše než o výsledek přímého lovu.
Kostra myšoka byla umístěna do Národního muzea v Praze již v roce 1888. Od té doby se stala jedním z nejoblíbenějších exponátů muzea. Myšoky je možné pozorovat na mnoha místech po celém světě. Typicky však nebývají cílovým druhem pozorování, který většinou představují kosatky, keporkaci či vorvani.